# Сподње Коњишче
Сподње Коњишче (словен. Spodnje Konjišče) је насељено место у општини Апаче, Помурска регија, Словенија.

## Историја
До територијалне реорганизације у Словенији било је у саставу старе општине Горња Радгона.

## Становништво
У попису становништва из 2011. године, Сподње Коњишче је имало 39 становника.
| Број становника према пописима | Број становника према пописима | Број становника према пописима |
| ------------------------------ | ------------------------------ | ------------------------------ |
| 1991                           | 2002                           | 2011                           |
| 47                             | 45                             | 39                             |

Напомена: Године 1952. увећано за део укинутог насеља Коњишче и за укинуто насеље Коњишче–Лог.